# 신암중학교 (서울)
신암중학교(新岩中學校)는 대한민국 서울특별시 강동구 암사동에 있는 공립 중학교이다.

## 학교 연혁
- 1980년 12월 27일 : 신암중학교 설립 인가(39개 학급)
- 1981년 3월 2일 : 제1회 입학식(남 6학급, 여 11학급)
- 1981년 5월 4일 : 신암중학교 개교
- 1984년 2월 14일 : 제1회 졸업식(18학급 1,252명)
- 2011년 12월 30일 : 창의 인성 모델학교 선정(2012.3.~2014.2.)
- 2022년 3월 1일 : 제13대 정동회 교장 취임
- 2022년 12월 30일 : 제40회 졸업식(7학급) 192명(졸업생 총 22,908명)
- 2023년 3월 2일 : 제43회 입학식(7학급) 186명

## 참고 자료
- 신암중학교 - 한국교육학술정보원 학교알리미